# المدرسة الوطنية العليا للمعلوميات وتحليل النظم
المدرسة الوطنية العليا للمعلوميات وتحليل النظم هي مدرسة عليا تقع في مدينة العرفان في مدينة الرباط بالمغرب.
و تعتبر المدرسة الوطنية العليا للمعلوميات وتحليل النظم واحدة من أكبر المدارس العليا للمهندسين في المغرب، وهي تابعة لجامعة محمد الخامس - السويسي.

## المهام
تتمثل المهمة الرئيسية للمدرسة الوطنية العليا للمعلوميات وتحليل النظم في تكوين مهندسي الدولة المختصين في ميدان المعلوميات، وتمتد مدة التكوين فيها ثلات سنوات.
إن المدرسة الوطنية العليا للمعلوميات وتحليل النظم حريصة أيضاً على تطوير إجراءات التعاون والبحث العلمي على الصعيدين الوطني والدولي، وتكوين أطر مختصة في ميدان المعلوميات، وكذا عمليات التكوين المستمر.
و غالباً ما يتم تصنيف المدرسة الوطنية العليا للمعلوميات وتحليل النظم من بين أحد أحسن ثلاث مدارس عليا للمهندسين بالمغرب، وتعزز كذلك منذ عدة سنوات موقعها رائدةً في المغرب في التكوين في ميدان تكنولوجيا المعلومات.

## الشُعب في المدرسة
- هندسة البرمجيات.
- ذكاء الأعمال والمساعدة على القرار
- الأنظمة المحملة والهواتف النقالة
- سلامة نظام المعلومات.
- هندسة الاتصالات والشبكات.
- اللوجيستيك الإلكتروني.

## وصلات خارجية
- المدرسة الوطنية العليا للمعلوميات وتحليل النظم
- موقع جمعية المهندسين الخريجين من المدرسة
- الموقع الإلكتروني لطلبة وخريجي المدرسة
- Forum الرسمي des ENSIAStes